# Меликов, Фируз Али оглы
Фируз Али оглы Меликов (азерб. Firuz Əli oğlu Məlikov; 1902 — 1965) — азербайджанский советский учёный в области овцеводства и козоводства.

## Биография
Родился 7 (20 января) 1902 года в Саляне (ныне — город в Азербайджане). Окончил АзПИ (1927).
Препаратор и лаборант (1926—1928), ассистент и старший преподаватель (1928—1930), доцент (1930—1934), профессор (1935—1961) кафедры частного животноводства Азербайджанского политехнического института (с 1928 г. — Азербайджанский СХИ, АСХИ).
Декан (1931), зам. директора АСХИ по учебной и научной работе (1936—1939 и 1941—1944), зам. директора по научной части (1951—1955). Зав. кафедрой частного животноводства (1931—1961), зав. кафедрой овцеводства и мелкого животноводства (1954—1965) АСХИ.
Одновременно работал главным зоотехником треста «Овцевод» в Баку (1929—1930), заведующим отделом овцеводства (1933—1936), директором (1944—1949) Азербайджанской опытной станции животноводства в Гяндже (с 1941 АзНИИ животноводства), первым заместителем министра сельского хозяйства Азербайджанской ССР (1950—1951).
С 1961 профессор кафедры генетики и дарвинизма биологического факультета АзГУ имени С. М. Кирова.
Доктор сельскохозяйственных наук (1945). Академик ВАСХНИЛ (1948). Академик АСХН АзССР (1958). Академик АН АзССР (1949). Президент АСХН АзССР (1958—1961).
Руководил работой по селекции овец и ангорских коз. Под его руководством создана новая высокопродуктивная порода овец — азербайджанский горный меринос.
Автор рекомендаций по племенному делу, ведению горного овцеводства, книг, учебников и учебных пособий.
Умер 12 ноября 1965 года. Похоронен в Баку на Аллее почётного захоронения.

## Награды и премии
- заслуженный деятель науки АзССР (1941)
- Сталинская премия третьей степени (1947) — за выведение новой высокопродуктивной породы мериносовых овец «Азербайджанский горный меринос»
- орден Ленина
- два ордена Трудового Красного Знамени
- восемь медалей СССР и ВСХВ.